# باتونین
| سامانه  | ردیف  | اشکوب      | میلیون سال  |
| ------- | ----- | ---------- | ----------- |
| کرتاسه  | پیشین | بریاسین    | → پیش از آن |
| ژوراسیک | پسین  | تیتونین    | ۱۴۵٫۰–۱۵۲٫۱ |
| ژوراسیک | پسین  | کیمریجین   | ۱۵۲٫۱–۱۵۷٫۳ |
| ژوراسیک | پسین  | آکسفوردین  | ۱۵۷٫۳–۱۶۳٫۵ |
| ژوراسیک | میانه | کالووین    | ۱۶۳٫۵–۱۶۶٫۱ |
| ژوراسیک | میانه | باتونین    | ۱۶۶٫۱–۱۶۸٫۳ |
| ژوراسیک | میانه | باجوسین    | ۱۶۸٫۳–۱۷۰٫۳ |
| ژوراسیک | میانه | آلنین      | ۱۷۰٫۳–۱۷۴٫۱ |
| ژوراسیک | پیشین | توآرسین    | ۱۷۴٫۱–۱۸۲٫۷ |
| ژوراسیک | پیشین | پلینسباخین | ۱۸۲٫۷–۱۹۰٫۸ |
| ژوراسیک | پیشین | سینمورین   | ۱۹۰٫۸–۱۹۹٫۳ |
| ژوراسیک | پیشین | هتانجین    | ۱۹۹٫۳–۲۰۱٫۳ |
| تریاس   | پسین  | راتین      | → پس از آن  |

باتونین (انگلیسی: Bathonian) در مقیاس زمانی زمین‌شناسی، یک اشکوب یا عصر از دور ژوراسیک میانه به‌شمار می‌رود. باتونین در ستون چینه‌شناسی پس از اشکوب باجوسین و پیش از کالووین جای می‌گیرد. عصر باتونین از حدود ۱۶۸٫۳ میلیون سال پیش آغاز شده و تا حدود ۱۶۶٫۱ میلیون سال پیش ادامه یافت.

## نام‌گذاری
نام باتونین از شهر باث در انگلستان گرفته شده است. این نام توسط زمین‌شناس بلژیکی دو اومالیوس دو هالوی در سال ۱۸۴۳ به مجامع علمی دنیا معرفی شد.